# I liga polska w piłce siatkowej kobiet (1979/1980)
I liga polska w piłce siatkowej kobiet 1979/1980 – 44. edycja rozgrywek o mistrzostwo polski w piłce siatkowej kobiet.

## Drużyny uczestniczące
| | I liga 1979/1980       |   |
| --- | ---------------------- | - |
| MIL | Płomień Milowice       | 1 |
| SŁU | Czarni Słupsk          | 2 |
| ŁÓD | Start Łódź             | 3 |
| BIE | BKS Stal Bielsko-Biała | 4 |
| GDA | Spójnia Gdańsk         | 5 |
| WAR | AZS AWF Warszawa       | 6 |
| KAT | Kolejarz Katowice      | 7 |
| KRA | Wisła Kraków           | 8 |
| | Awans z II ligi        |   |
| TAR | Siarka Tarnobrzeg      |   |
| SUL | Zawisza Sulechów       |   |
| Oznaczenia: - kolumna pierwsza – skróty nazw drużyn wpisane na mapie (jeśli ta została zamieszczona), - kolumna trzecia – miejsce zajęte przez daną drużynę w poprzednim sezonie. |                        |   |

## Klasyfikacja końcowa
| Miejsce | Drużyna                |
| ------- | ---------------------- |
| 1.      | Płomień Milowice       |
| 2.      | Start Łódź             |
| 3.      | Czarni Słupsk          |
| 4.      | Wisła Kraków           |
| 5.      | BKS Stal Bielsko-Biała |
| 6.      | Spójnia Gdańsk         |
| 7.      | Kolejarz Katowice      |
| 8.      | Siarka Tarnobrzeg      |
| 9.      | AZS AWF Warszawa       |
| 10.     | Zawisza Sulechów       |

     spadek do II ligi